# Niko Gjyzari
Niko Gjyzari (ur. 10 listopada 1934 we Wlorze) – albański minister finansów w latach 1984-1987, dyrektor Banku Albanii w 1991 roku.

## Życiorys
W 1961 roku ukończył studia na Wydziale Ekonomicznym Uniwersytecie Tirańskim . Pełnił funkcję wiceministra (1975-1984), następnie ministra finansów od 16 lutego 1984 do 19 lutego 1987 roku .
Od 1 stycznia do 31 sierpnia 1991 roku pełnił funkcję dyrektora Banku Albanii, następnie do maja 1992 był jego wicedyrektorem .
Podczas X zjazdu Albańskiej Partii Pracy, który miał miejsce w czerwcu 1991 roku, został wybrany na kandydata na członka biura politycznego tej partii.